# Протестантизм в США
Протестантизм в США — крупнейшее направление христианства в стране. По данным исследовательского центра Pew Research Center, в 2010 году в США проживало 159,85 млн протестантов, которые составляли 51,5 % населения этой страны. Согласно этому же источнику, по числу протестантов США находятся на первом месте в мире.
Со второй половины XIX века США постепенно становятся мировым центром распространения протестантизма и остаются таковым до сих пор. Согласно данным, предоставленным изданием «Операция мир», в 2001 году во всём мире трудилось 60 тыс. американских протестантских миссионеров.
В середине XX века принадлежность к протестантизму обозначала в США привилегированное положение и являлось составной частью распространённого клише про белых англосаксонских протестантов. О влиянии протестантизма на общественную жизнь страны говорит тот факт, что из всех 46 американских президентов лишь двое не были протестантами (Джон Кеннеди являлся католиком, как и выигравший Президентские выборы в США (2020) Джозеф Байден).

## Общие сведения
Доля протестантов в общем населении США распределена неравномерно: на Юге страны, в штатах т. н. «Библейского пояса» протестанты составляют 65 % населения, на Среднем Западе — 54 %; в Западном и Северо-восточном географических регионах доля протестантов существенно ниже — 38 % и 37 % соответственно.
По данным опроса института Гэллапа за 2013 год протестанты являются крупнейшей религиозной группой в 44 штатах, в том числе в 29 штатах они составляют более половины населения; протестанты также преобладают в округе Колумбия, являющемся самостоятельной территорией. Самыми «протестантскими» штатами Америки являются Алабама и Миссисипи (протестанты составляют 77 % населения), наименьший удельный вес (11 %) протестанты составляют в «мормонском» штате Юта.
По данным Pew Research Center 74 % американских протестантов являются «белыми»; 16 % — афроамериканцами; 5 % — латиноамериканцами; 1 % — азиатами. Остальные 3 % американских протестантов принадлежат к смешанным или другим группам. Из всех протестантов, 54 % составляют женщины, 46 % — мужчины. Показательна доля протестантов среди основных расовых групп Америки: протестантами являются 78 % всех афроамериканцев, 53 % «белых», 27 % азиатов и 23 % латиноамериканцев.
Протестантизм — религия коренных американцев; среди жителей США, рождённых за рубежом доля протестантов составляет лишь 24 %. Протестантами является 41 % уроженцев Канады, 37 % всех, кто приехал в США из Западной Европы, 29 % переселенцев из Южной Азии и Латинской Америки; 18 % выходцев из Восточной Европы, 12 % беженцев из Ближнего Востока и Северной Африки и лишь 11 % выходцев из Юго-центральной Азии.
Если не считать свадеб и похорон, то половина протестантов посещает церковь еженедельно; ещё 33 % опрощенных сказали, что делают это несколько раз в месяц/год; остальные 17 % американцев, идентифицирующих себя с протестантизмом, посещают церковь крайне редко или не делают этого вовсе (2007 год). Почти половина протестантов (48 %) посещает приход средних размеров (100—500 прихожан); четверть американцев ходит в маленькую церковь (до 100 прихожан); ещё 17 % протестантов являются членами крупных церквей (500—2000 прихожан), наконец, 7 % американских протестантов выбирают мегацеркви (более 2 тыс. прихожан).

## Краткий исторический обзор
Первое протестантское богослужение на территории современных США было проведено по англиканскому обряду 13 августа 1587 года в колонии Роанок; с 1607 года в Джеймстауне англикане проводили регулярные службы.
Американское лютеранство возводит своё начало к голландской колонии Новый Амстердам (1624) и шведской колонии Новая Швеция на берегах реки Делавэр (1638).
В 1638 году община английских пуритан в Провиденсе, руководимая Роджером Уильямсом, самостоятельно перекрестила себя по баптистскому образцу, став первой баптистской церковью в Америке. В 1656 году в Бостоне появились квакеры; впоследствии усилиями Уильяма Пенна главным прибежищем квакеров стала Пенсильвания. Колония Пенсильвания превратилась в убежище и для других гонимых в Европе протестантских групп — в 1683 году сюда переселяются немецкие меннониты; в 1740 году — моравские братья.
Отцом американского пресвитерианства называют Фрэнсиса Мэйкмая, который прибыл в Америку в 1683 году, а в 1706 году организовал в Филадельфии первую пресвитерию. В первой половине XVIII века в колониях началось Великое пробуждение, захватившее в первую очередь приходы пресвитериан, реформатов и конгрегационалистов.
После 1760 года в Новой Англии распространяется методизм. В 1784 году Ч. Уэсли рукополагает в Англии Томаса Коука суперинтендантом (главой) методистской церкви США — именно это рукоположение, не согласованное с англиканской церковью, окончательно обозначит разрыв методизма и англиканства.
К моменту обретения независимости в США действовали 17 религиозных конфессий, большинство из которых (исключая католиков и иудеев) было протестантским. Крупнейшую протестантскую конфессию представляли англикане. К середине XIX века на первое место в стране выходит методизм.
В XIX веке проблема рабовладения порождает внутреннюю борьбу, а затем - и расколы в церквах. Подобные расколы предвосхищают Гражданскую войну, которая окончательно разделяет все основные протестантские конфессии по географическому признаку. После освобождения негров-рабов в Америке складывается ещё одна группа церквей — афроамериканских, в первую очередь «африканских епископальных» (методистских) и баптистских.
XIX век в США также стал свидетелем рождения новых протестантских конфессий — Учеников Христа, перфекционистов, адвентистов и некоторых других.
Первый день XX века называют днём рождения современного пятидесятнического движения; в ходе пробуждения на Азуза-стрит тысячи американцев переживают пятидесятнический опыт крещения Святым Духом, разнося его по всей Америке. Распространению во второй половине XX века неопятидесятничества способствует «движение исцеления» и телеевангелизм.

## Мейнстрим, евангелики и афро-американские церкви
Протестантские церкви в США весьма разнообразны, однако их принято объединят в три основные (вне-конфессиональные) группы:
- Основные протестанты. Представители данных церквей более склонны к либерализму в вопросах богословия и политики; их вероучение испытывает сильное влияние библейской критики. Верующие данной группы более терпимы к гомосексуальности, абортам и церковным реформам. К протестантскому мейнстриму относят исторические американские протестантские церкви: методистов, англикан, часть  баптистов и лютеран.

- Евангельские христиане. Представители данной группы ставят акцент на личном духовном возрождении, подчёркивают авторитет Библии и занимают строгие этические позиции. К евангельским христианам в США относят пятидесятников, пресвитериан, часть баптистов и лютеран.

- Исторические афроамериканские церкви. К данной группе церквей относят общины, состоящие преимущественно из афро-американцев. Первые подобные церкви стали формироваться в конце XVIII века. Большинство афроамериканских церквей США относятся к одной из трёх конфессий — баптистам, методистам и пятидесятникам.

Различные исследования указывают, что численность верующих основных церквей и их доля в американском населении неуклонно снижается. Так, если в 1973 году они составляли 55 % всех американских протестантов, то в 1998 — уже только 46 %. Количество приходов основных протестантов сократилось с более чем 80 тыс. в 1950 году, до 72 тыс. в 2008 году. Одновременно с этим, численность прихожан евангельских церквей и их доля в американском населении растёт. Доля верующих афро-американских церквей практически неизменна. Согласно исследованию Pew Research Center в 2007 году евангельские христиане составляли 26,3 % населения США; основные протестанты — 18,1 %; члены афро-американских церквей — 6,9 %.

## Основные конфессии
В начале XXI века в США действовало свыше 1 тыс. протестантских деноминаций и союзов церквей. Конфессиональную палитру Америки осложняет заметная разница между числом людей, ассоциирующих себя с той или иной конфессией (например, в ходе общенациональных опросов) и фактическим членством (согласно данным самих церквей). Так, число членов всех англиканских церквей в два раза ниже, чем число людей называющих себя англиканами.

### Баптисты
С конца XIX века крупнейшей протестантской конфессией США являются баптисты. И хотя США не являются родиной баптизма, сегодня в этой стране проживает свыше половины всех баптистов мира — 54,85 млн человек. Численность американских баптистов продолжает увеличиваться, однако их доля в общем населении незначительно упала — в 1956 году баптисты составляли 20 % населения США. В 1302 округах США баптисты являются крупнейшей религиозной группой.
Крупнейшим баптистским союзом Америки (и одновременно — крупнейшей баптистской организацией мира) является Южная баптистская конвенция. Число верующих данной организации увеличивалось на протяжении всего XX века, достигнув пика к 2003 году (16,44 млн членов), однако в настоящее время число её прихожан уменьшается (15,74 млн членов в 2013). Общее число прихожан, включая детей — 20,75 млн. Союз «северных» баптистов — Американские баптистские церкви США (ранее — Американская баптистская конвенция и Северная баптистская конвенция) насчитывает в настоящее время 1,3 млн верующих; их число уменьшается (в 1975 году — 1,6 млн).
Афро-американские баптистские общины объединены в ряд самостоятельных союзов. Самый крупный это Национальная баптистская конвенция США (5 млн), от которой впоследствии откололись Национальная баптисткая конвенция Америки (3,1 млн), Национальная миссионерская баптистская конвенция (3,1 млн) и Прогрессивная национальная баптистская конвенция (1 млн).
Помимо вышеуказанных в стране действуют десятки более мелких союзов и объединений. Отдельно следует отметить баптистские славянские союзы (60 тыс. верующих). Ещё в 1901 году в Северной Дакоте переселенцами из Киева был создан Русско-украинский евангельский баптистский союз; в настоящий момент он объединяет 20 церквей и 1,4 тыс. членов (2007 год). В 1928 году в Кермане (Калифорния) было создано Объединение славянских баптистских церквей тихоокеанского побережья, после Второй мировой войны в объединение влились сотни баптистов второй волны эмиграции (включая Н. Водневского, Р. Берёзова, В. Кушнир, П. Рогозина). В 2012 году в объединение входило 32 церкви с 8 тыс. членами. В 1945 году в Честере (Пенсильвания) была создана отдельная Украинская евангельская баптистская конвенция (5 тыс. верующих в 2001 году). Русскоязычные баптисты, эмигрировавшие в США с конца 1980-х годов объединены преимущественно в Альянс Славянских церквей ЕХБ Северной Америки (в альянс входят четыре союза: Восточный, Средне-Западный, Северо-Западный и Канадский). Американское объединение МСЦ ЕХБ насчитывает 46 церквей.
В 2001 году 50 % американских баптистов посещали церковь еженедельно.

### Пятидесятники
Пятидесятническое движение в США продолжает устойчивый рост; общая численность американских пятидесятников оценивается в 15 — 20 млн человек.
Крупнейшая пятидесятническая церковь Америки — Церковь Бога во Христе объединяет 5,5 млн верующих. Самым крупным союзом «белых» пятидесятников являются Ассамблеи Бога (более 3 млн). Другими крупными пятидесятническими союзами являются Пятидесятнические ассамблеи  мира (1,65 млн), Церковь Бога (1,1 млн), Объединённая пятидесятническая церковь (0,81 млн), Церковь четырёхстороннего евангелия (0,36 млн), Пятидесятническая церковь святости (0,33 млн). Самой крупной организацией американских неопятидесятников является Братство церквей полного Евангелия (2,8 млн).
С середины 80-х годов XX века в США иммигрировали десятки тысяч пятидесятников из стран бывшего Советского Союза. Большая часть русскоязычных пятидесятнических церквей входят в Объединение славянских церквей ХВЕП Америки, Союз ХВЕ Америки и Славянское отделение Церквей Ассамблеи Бога.
В 2001 году 66 % американских пятидесятников посещали церковь еженедельно. В 2000 году в 8 округах США пятидесятники были крупнейшей религиозной конфессией.

### Методисты
По данным различных общенациональных опросов методистами себя называют от 5,4 % до 6,2 % американцев (что соответствует 16,3 — 18,7 млн человек в 2007 году).
Крупнейшей методистской церковью Америки является Объединённая методистская церковь. На момент создания (в 1968 году) церковь объединяла свыше 11 млн членов; к 2012 году число членов снизилось до 7,7 млн (общее число прихожан — ок. 10 млн). В США действуют три крупные афроамериканские методистские церкви — это Африканская методистская епископальная церковь (2,5 млн членов; 3,25 млн прихожан), Африканская методистская епископальная сионская церковь (1,4 млн членов; 1,86 млн прихожан) и Христианская методистская епископальная церковь (0,86 млн членов и 1,1 млн прихожан). Другие организации методистов малочисленны; это Свободная методистская церковь Северной Америки (76 тыс.), Евангелическая конгрегациональная церковь (18 тыс. членов), Евангелическая методистская церковь (7 тыс.), Южная методистская церковь (6 тыс.), Примитивная методистская церковь в США (4 тыс.) и др.
Методисты являются крупнейшей религиозной группой в 219 округах Америки. В 2001 году 49 % методистов посещали церковь еженедельно.

### Лютеране
По данным различных общенациональных опросов лютеранами себя называют от 2,8 % до 4,6 % американского населения (что соответствует 8,44 — 13,9 млн человек в 2007 году). При этом, по данным Всемирной лютеранской федерации, членами всех лютеранских церквей США были лишь 7,152 млн человек (2010 год). В 250 округах Америки лютеране являются крупнейшей религиозной группой. В 2001 году 43 % лютеран заявляли, что посещают церковь еженедельно.
Крупнейшей организацией лютеран является Евангелическая лютеранская церковь в Америке (4,27 млн), созданная в 1988 году путём объединения трёх лютеранских союзов. Церковь возводит свою историю к 1623 году и является наследницей 14 независимых лютеранских синодов США. На момент создания церковь объединяла 5,3 млн человек.
Вторым крупным лютеранским объединением является умеренно-консервативная Лютеранская церковь — Миссурийский синод (2,4 млн). Ещё один консервативный союз лютеран — Висконсинский евангелический лютеранский синод объединяет 390 тыс. прихожан.
Другими лютеранскими организациями являются Ассоциация свободных лютеранских конгрегаций (44,5 тыс.), Евангелический лютеранский синод (19 тыс.), Латвийская евангелическая лютеранская церковь в Америке (11 тыс.), Церковь лютеранских братьев Америки (9 тыс.), Церковь лютеранского вероисповедания (8 тыс.), Апостольская лютеранская церковь Америки (6 тыс.), Эстонская евангелическая лютеранская церковь (3,5 тыс.), Лютеранские церкви Реформации (1,3 тыс.) и Протестантская конференция (1 тыс.).

### Кальвинисты
В данную группу условно объединяют пресвитериан, реформатов и конгрегационалистов. В ходе общенациональных опросов верующими данных конфессий себя назвали 3,8 % населения США (ок. 11,5 млн человек).
Крупнейшей церковью кальвинистской традиции является Пресвитерианская церковь, созданная в 1983 году путём объединения двух крупных пресвитерианских союзов. Церковь достигла пика в 1993 году (3,8 млн верующих), однако в настоящий момент переживает период спада. В конце 2013 года активными членами церкви были 1,76 млн человек, объединённых в 10 тыс. приходов.
Другими крупными союзами пресвитериан являются Пресвитерианская церковь в Америке (341 тыс.), Реформатская церковь в Америке (251 тыс.) и Христианская реформатская церковь в Северной Америке (184 тыс.). Помимо вышеназванных, в США действует более десятка малочисленных союзов пресвитерианско-реформатской направленности. Отдельную группу составляют этнические церкви: Венгерская реформатская церковь Америки (4 тыс.), Нидерландские реформатские конгрегации (10 тыс.), Литовская евангелическая реформатская церковь, Генеральная ассамблея корейской пресвитерианской церкви (55 тыс.), Корейская американская пресвитерианская церковь (12 тыс.).
Подавляющее большинство конгрегационалистов США состоят в Объединённой церкви Христа (1 млн верующих в 5,2 тыс. приходах).

### Англикане
По данным различных опросов англиканами себя считают 1,4 % — 1,5 % американцев (4,2 — 4,5 млн человек).
Подавляющее большинство американских англикан объединены в Епископальную церковь США — 2 млн верующих и 6895 приходов. Численность прихожан данной организации неуклонно снижается; в 1959 году членами Епископальной церкви были 3,44 млн американцев. Епископалы являются церковью американских элит, лидируя среди других протестантских деноминаций по удельному числу людей с высшим образованием и высоким доходом.
Помимо вышеуказанной, в стране действует Реформированная епископальная церковь (15 тыс.), Апостольская епископальная церковь (12 тыс.), Англиканская ортодоксальная церковь Северной Америки (6 тыс.) и некоторые другие.
В 2001 году лишь 30 % англикан посещали церковь еженедельно.

### Не деноминационные церкви
В США растёт число церквей, не относящих себя ни к какой конфессии. В ходе опроса, проведённого в 2007 году, 4,5 % американцев отнесли себя к данной категории верующих (примерно 13,5 млн человек). Несмотря на вне-деноминационные заявления, важно отметить, что большинство подобных церквей в своём вероучении являются евангельскими, фундаменталистскими и/или харизматическими. Например, крупнейшая община США — церковь «Лейквуд», которую посещают 43,5 тыс. человек еженедельно, позиционирует себя как «не деноминационная церковь», при этом её богословие описывают как евангельское и харизматическое.

### Прочие конфессии
Весьма заметную группу в США составляют различные реставрационистские группы — 2,1 % (или 6,3 млн человек). Данная конфессия распадается на три основные церкви со схожими названиями: Церкви Христа (не инструментальные) — 1,6 млн; Христианские церкви и церкви Христа — 1 млн. и Церковь Христа (Ученики Христа) — 0,65 млн. В эту же группу входит и Международная церковь Христа (т. н. «Бостонское движение», 100 тыс.), Церковь Христа (не инструментальная, консервативная; 120 тыс.) и ряд других.
В ходе опросов 1,2 % американцев (3,6 млн) назвали себя прихожанами различных перфекционистских церквей. Самыми крупными деноминациями данной конфессии являются Церковь Назареянина (645 тыс.), Христианский и миссионерский альянс (430 тыс.), Церковь Бога (Андерсон, Индиана; 250 тыс.), Уэслиянская церковь (139 тыс.), Свободная методистская церковь Северной Америки (75 тыс.) и Миссионерская церковь (38 тыс.). В эту же группу иногда включают и Армию Спасения (400 тыс.).
Общее число американских адвентистов — 1,5 млн человек. Большинство из них являются членами Церкви адвентистов седьмого дня (1 млн членов). В стране также действуют Адвентистская христианская церковь (23 тыс. членов, адвентисты, признающие воскресенье), Церковь Бога (седьмого дня; 11 тыс. членов) и некоторые другие.
В США представлено и меннонитство (710 тыс. в 2000 году). Несмотря на относительную малочисленность, меннониты живут компактно, поэтому в 10 округах Америки они являются крупнейшей религиозной конфессией. Собственно меннониты распадаются на две крупные группы: «немецких меннонитов» и «русских меннонитов». Самыми крупными организациями немецких меннонитов являются Меннонитская церковь в США (114 тыс. крещённых членов), Братья во Христе (27 тыс. крещённых членов) и Церковь Бога во Христе, меннонитская (14 тыс. крещённых членов). Русские меннониты являются потомками эмигрантов из России, перебравшихся в США в конце XIX — начале XX века; большинство из них объединены в Конференцию меннонитских братских церквей США (34,5 тыс. крещённых членов). Отдельную группу в меннонитстве представляют амиши (161 тыс.); большинство американских амишей входят в Меннонитскую церковь амишей старого порядка (60 тыс. крещённых членов). Ещё одну отдельную группу в меннонитстве представляют данкеры (180 тыс.). Последние объединены, преимущественно, в Церковь братьев (данкеров) (121 тыс.). Обычно к меннонитам относят ещё одну анабаптистскую группу — гуттеритов (44 тыс.).
В США проживает почти треть всех квакеров мира (ок. 93 тыс.). Также в Америке представлены обе группы плимутских братьев: «открытые» (86 тыс.) и «закрытые» (28 тыс.). Моравская церковь состоит из 50 тыс. членов

## Экуменическое движение
В протестантизме США широко развито экуменическое движение, которое началось с создания в 1908 году Федерального совета церквей. Национальная ассоциация евангелистов родилась в 1942 году и объединила консервативные церкви, не вошедшие в Совет церквей. Часть наиболее фундаменталистских церквей объединена в Американский совет христианских церквей (создан в 1941). В 1950 году Федеральный совет церквей был превращён в Совет церквей Христа в США, объединяющий более 40 млн американских протестантов. В настоящее время Совет церквей Христа представляет в США Всемирный совет церквей; Национальная ассоциация евангелистов аффилирована со Всемирным евангельским альянсом.
Экуменические усилия, предпринятые в XX веке, объединили разрозненные общины американских методистов, лютеран, пресвитериан, конгрегационалистов и других в единые конфессиональные союзы церквей. Другие конфессии зачастую объединяется в ассоциации. Так, с 1994 года пятидесятники США объединены в организацию «Пятидесятнические/Харизматические церкви Северной Америки». Другими конфессиональными ассоциациями являются Североамериканское баптистское братство, Североамериканский пресвитерианский и реформатский совет, Христианское партнёрство святости и Межденоминационная конвенция святости (обе — перфекционистские организации).